# Giovanni Battista Morgagni
Giovanni Battista Morgagni, född 25 februari 1682 i Forlì, död 6 december 1771 i Padua, var en italiensk läkare som brukar kallas den moderna anatomiska patologins fader.

## Biografi
Giovanni Battista Morgagni föddes i en välbesutten släkt, dock inte adlig. När han var sexton år började han studera filosofi och medicin vid universitetet i Bologna, och doktorerade i båda ämnena när han var nitton. Han samarbetade med Marcello Malpighis student Antonio Maria Valsalva vid dennes arbete om örats anatomi och sjukdomar 1704, och efterträdde denne som demonstrator anatomicus.
1706 började Morgagni utge anatomiserien Adversaria anatomica, som ledde till att han blev namnkunnig i Europa. Vid denna tid lämnade han Bologna, och fick tjänst vid universitetet i Padua, där han skulle stanna livet ut och verka som lektor i medicin. Bland hans mer berömda studenter finns Antonio Scarpa, och Leopoldo Marco Antonio Caldani
Först i 80-årsåldern utgav han sitt största arbete, De Sedibus et causis morborum per anatomem indagatis. Med detta verk blev den anatomiska patologin en vetenskap, och Morgagni vägledde ämnet till kanaler för mer precision. Han var den förste som förstod vikten av att grunda diagnos, prognos och behandling på anatomiska observationer, och visade även hur detta borde ske.